# مازراتی بارچتا
مازراتی بارچتا (Maserati Barchetta) خودرویی است که در سال‌های ۱۹۹۱ تا ۱۹۹۲(۱۰ دستگاه) تولید شده‌است. طول آن در حالت طبیعی ۴٬۰۵۰ میلیمتر (۱۵۹ اینچ)، عرض آن در حالت طبیعی ۱٬۹۶۵ میلیمتر (۷۷٫۴ اینچ) و  ارتفاع آن در حالت طبیعی ۹۳۰ میلیمتر (۳۷ اینچ) و  وزن آن در حالت طبیعی ۹۰۵ کیلوگرم (۱٬۹۹۵ پوند)  است.
موتور آن ۱۹۹۶ سی‌سی سامانه جعبه‌دندهٔ آن ۶ دنده است.